# Gusić család
A Gusić, (vagy Gušić) család egyike volt a Horvát Királyság azon tizenkét törzsi nemzetségének, amelyet a Pacta conventa is említ. A család Biograd vidékéről, a középkori Luka és Sidraga zsupánságokból származik, ahol legalább a 11. század óta említik őket. A legnagyobb befolyásuk Korbava és Gacka területén volt, ahol legalábbis a 13. század elejétől gyakran szolgáltak zsupánként és knyázként. A 14. században két ág szakadt ki belőle. A Posedarski-ág, mely Posedarjében székelt, és a Kurjaković-ág, amely mágnásként sok vagyont tudott felhalmozni, és magas tisztségeket töltött be a magyar királyi udvarban, a család két tagja pedig horvát bán lett. Tapasztalt harcosokként tevékenyen részt vettek a horvát-török, majd később a török-velencei háborúkban. A Gusić család Gusić és Gušić vezetéknevű közvetlen leszármazottai még ma is élnek Horvátországban és Szlovéniában.

## A név eredete
A Gusić családnév valószínűleg a szláv „guska” (liba) szóból ered. A nevet valószínűleg arról libától kapták, amely a családi címerükön szerepel, vagy inkább a címert választották a már meglévő családnevük leírására. Vladimir Mažuranić megjegyezte, hogy a név hasonlít egy 1096-ból ismert prominens magyar nemes Guz vagy Gus nevére, és a nevet a „gusa” (banditizmus) szóból származtatta. Egy másik elmélet szerint a név a „Guduscani” (gackaiak) és a „Gūtzēkă” (vsz. Gacka) törzsnévből származik. A családnév megtalálható a Gusić polje (Gusić-mező) helynévben, ahol a Gusić jezero (Gusić-tó) található, fölötte pedig egykor valószínűleg Gusić-grad (Guszics vára) állt, 

## Története
A családnak eredetileg a középkori Luka és Sidraga zsupánságok  területén, Biograd környékén voltak birtokai, ezen belül is főként  Kličević, Ceranji, Gušići, Obrovac és Domakovci területén. Vjekoslav Klaić és Ferdo Šišić történészek szerint Korbava vidékéről származnak. A régi történetírók, Istvánffy Miklós és Pavao Ritter Vitezović a fentiekkel szöges ellentétben a római származás mellett érvelve a családot a neves római politikustól és hadvezértől Titus Manlius Imperiosus Torquatustól származtatják.
A nemzetség első tagjai a 11. század közepétől követhetők. Úgy vélik, hogy az első ismert tag Prvaneg, Luka zsupánja volt, akit IV. Krešimir horvát király egyik 1060-as oklevele említ, és aki 1067 előtt töltötte be ezt a tisztséget. Prvanegnek több fia volt, köztük Pribina és Jakov Gussichi. Pribina a rogovoi Szent János bencés kolostor támogatója volt, aki IV. Krešimir királytól kamenjanei földeket kapott, melyeket a kolostornak ajándékozott. Testvére, Jakov is eladott néhány sidragai földet a kolostor apátjának1085–1095 között. Prvaneg kortársa Jure volt, akinek Thasa fia valószínűleg a tepčijai udvarbíró címet viselte, és Raštaniban volt egy palotája, amelyet a Szent János-kolostornak engedett át, és néhány jelčani birtokot is eladott neki. Azt is feljegyezték, hogy Pribineg néhány városfal melletti földet, fia Andrija pedig 1070-1076 között egy szőlőültetvényt adott el a kolostornak. A kolostor bizonyos Nassemir Gussichiustól is kapott néhány földet.
Egy névtelen 14. századi spalatoi krónikás szerint, melyet Šimun Ljubavac 17. századi zárai történész jegyzett le Dmitar Zvonimir horvát király halála után anarchia alakult ki. Akkoriban a család néhány tagja már Korbaván élt, ahol Petar Gusić fogadta Petar de genere Cacautonemet, aki Spalato város küldötte volt, hogy átadja azt „Stjepan magyar királynak” (valójában I. Lászlónak). Mindketten elmentek a királyhoz, ahol "fehér horvátokként" mutatkoztak be, és felajánlották neki a Spalato és a Horvát Királyság feletti uralmat, amit ő el is fogadott, majd felment a Gvozd-hegyre ahonna a tatárok betörése miatt visszatért. A feljegyzés számos tévedést tartalmaz, amelyek ellentétesek a történelmi forrásokkal. Ismeretlen korrelációval ugyanerre az időszakra datálják azt az eseményt is, ahol „Paulum de genere Gussithorum” zsupán, a Pacta conventában említett tizenkét nemes egyike volt, aki Kálmán magyar királlyal tárgyalt.
A forrásokban a 12. század végén említik a Pašman-szigeten, Tkon közelében álló Szent Kozma és Damján-kolostor, és a kamenjanei Szent Krševan-kolostor telekügyleteit. Ezek szerint a család tagjai közül többen, köztük Stjepan, Toliš, Radoš és Dominik építették a Tinj melletti Bubnjaniban a Szent Péter-templomot. Slovinja comes, Boricius Gussich fia, szerepel III. Béla 1188-as oklevelében, amellyel nevezettet Rogovo, Vrbice és Kamenjane birtokaiban erősítette meg, amelyeket a család még IV. Krešimir és Zvonimir horvát királyoktól kapott. A történészek szerint Slovinja 1207 és 1222 között Korbava vidékének knyázja lett, és Grabovnik is a birtokában volt, amelyet később a Lapčan nembeli Heminnek adtak el. Fia, Dražen 1181-ben szintén zsupán és pristav volt, amikor Skradin püspöke Mihajlo a Szent Demeter-kolostort eladományozza, míg Toma Bubnjaniban birtokolt földeket, Biljane település pedig Juraj fia Iváné volt.
A nemzetség Zára vidékén élő részéből 1318-ban Jakov de Hatugh knyázt jegyezték fel. Bribiri Mladen II Šubić egy 1322-es oklevelében Stjepan és Stojislav, Bogdan Gusić fiai szerepelnek. 1384–1394 között Nin tiszteletreméltó knyáza volt a papratniki birtokos Budislav Gusić. A 15. század második felében a nemzetség sok tagját jegyezték fel Posedarjében és Zárában. Az utolsó ismert Gusić a zárai régióban a sali Matija (1528) és a zárai Jeronim (1530) volt.
A Korbavában való említésüket az eredeti származási helyről való részleges vándorlásnak tekintik. A 13. század második felében a korbavai knyázi címet Matija és Bartol, Slovinja bátyjának, Grubišának a fiai viselték. Jakov fia Ladoslav 1250-ben IV. Béla magyar királytól megkapta a Bužani zsupánságban fekvő Gomiljane és Radoslavova Vas birtokokat, de Gomiljane terméketlensége miatt Ladislav 1258-ban hűséges szolgálata miatt Bogdan Lapčannak ajándékozta a települést. IV. Béla ezenkívül a jó szolgáltatásért hat birtokot ajándékozott Ladislavnak Korbavában és két birtokot másik két horvát zsupániában. Ladislav fiai, Gvid, Desina és Pribislav vitát folytattak unokatestvérükkel Kurjak knyázzal, aki megfosztotta őket javaiktól, de bribiri Šubić I. Pál visszaadta őket. A 14. században a nemzetség több ágra bomlott, amelyek közül a leghatalmasabb a mágnás Kurjaković család volt.  A Kurjakovićok uralma idején Korbavában a nemzetség többi tagja láthatóan nem szerepel a forrásokban, ami arra utalhat, hogy a Kurjakovićok háttérbe szorították őket, vagy máshová mentek. A 14. és 16. század között Zára, Nin, Obrovac és Posedarje vidékén említik őket. A Kurjakovićok, majd az Oszmán Birodalom hódításának nyomására a család egy része a 15. században Gacka zsupániába költözött, ahol felépítették Gusić várát.
1468-ban Pavao Kurjaković katonai szolgálataiért a Mogorović nemzetségből származó Ivan Gusićnak birtokot ajándékozott Paprčanéban és Tršćanéban. Ez alapján megállapítható, hogy néhányan közülük valószínűleg a Mogorović nemesi család tagjai lettek.  A források szerint legalább az 1480-as évektől a gazdag Frangepán család vazallusai voltak. Az 1500-as évek első felében Kristo Gusić feleségül vette Katarinát, Petar Kružić knyáz nővérét. Kristo és apja, Ivan Gusić is segítette Kružićot, és testvérét, Ivant aki Zengg vicekapitánya volt. 1566-ban egy bizonyos Andrija Gusić vagy Vladišić de Turan is elesett Szigetvár ostrománál Állítólag az ő fia volt Gašpar Gusić, aki Zágráb megye zsupánja, Turanj ura és vicebán volt. Amikor az oszmán erők 1575-ben elfoglalták Gusić várát, a várurak egy része Zenggbe és Karniolába vándorolt el. Állítólag a család egyes tagjai a 18. századig Zengg kapitányai, valamint az Otocsáni és az Ogulini gyalogezred parancsnokai voltak. A bárói ág a 18. században két családra oszlott, a törzshöz valószínűleg az Izačić, Oštriharić és Krčelić nemesi családok tartoztak.

## A Posedarjei ág
Albus Slavogost és Dragoslav korbavai nemesek 1194-ben kaptak adományt III. Béla királytól posedarjei birtokokra. 1219-ben az adományt II. András magyar király megerősítette. Slavogost, akitől az ág származott, 1249-ben és 1251-ben István bán és IV. Béla magyar király is említi. A 14. század óta a családnak ez az ága Posedarskinak (Posedarjeinek) nevezte magát, és néhány birtokot is szerzett Zára városában. 1396-ban Stjepan, Petar Posedarski fia 3000 florinért megvásárolta Mihovil Kačićtól Kačina Goricát, Suhovarét, Grguricét és Krnicát.
A Posedarski (vagy de Posedarya) család hatalma a gazdaságon és a katonaságon alapult, amely egészen a 18. század végéig tartott. Befolyásosuk volt a „Croatia cavallo” (vagy Cavalleria Croata) elit horvát lovassági egység megalakulására és vezetésére, amelyet a 15. századtól a Velencei Köztársaság is felhasznált a török hadsereggel szembeni harcokban. A 15. századtól a Velencei Köztársaság vazallusaiként aktívan harcoltak a törökök ellen, különösen Zára vidékén.  A velenceiek magas katonai ranggal (ezredparancsnok) hívták őket katonai szolgálatra, és az összes tisztet, serdart és harambasát irányították, sőt a velencei Provveditore Generale helyét is betöltötték.
1495-ben, Juraj Posedarski segített saját birtoka egy részének eladásával Tomo Mogorovićnak megmenteni testvérét, Martin Mogorovićot az oszmán rabszolgaságtól, és védte Obrovacot, amikor az 1527-ben a törökök kezére került. 1541-ben Vid Posedarski volt a velencei sereg horvát lovasainak parancsnoka, valamint horvát lovasság parancsnoka a Szent Jeromos Testvériség lovasegységében. A lovasegység későbbi kapitányai és parancsnokai között is a család több tagja volt. A Velencei Köztársaság és az Oszmán Birodalom közötti kandiai háború (1645–1669) és moreai háború (1684–1699) idején a legkiemelkedőbb parancsnok Gašpar Posedarski gróf fia Frane Posedarski ezredes volt. akit a dalmáciai Provveditore Generale, Leonardo Foscolo nevezett ki a terület hadseregparancsnokává, és olyan morlák vezetőkkel harcolt együtt, mint Petar Smiljanić, Vuk Mandusić, Stjepan Sorić és mások. Részt vett Novigrad visszafoglalásában és védelmében (1646–1647), Klissza várának felszabadításában (1648), és 1670-ben halt meg. Andrija Kačić Miošić több epikus versében is megemlítette, ahol „hatalmas lovagként” jellemzi. Testvére, Juraj gróf kapitány volt, aki harcosként és a morlák hadsereg parancsnokaként részt vett Učitelja Vas, Islam Latinski és Ravni kotari felszabadításában. 1679-ben bekövetkezett halála után a parancsnok Stojan Janković fia, Juraj Frane pedig Nin kormányzója, valamint a velencei csapatok új ezredese lett. Frane 1717-ben halt meg, utolsó férfi leszármazottja pedig fia, gróf Petar Posedarski kormányzó és ezredes volt, aki 1730-tól 1771-ben bekövetkezett haláláig viselte ezt a rangot.
Az utolsó közvetlen leszármazott Domenika grófnő, Petar Posedarski lánya volt, aki feleségül ment Josip Benja nemeshez. Ezután a Posedarski birtokok a zárai Benja-Posedarski nemesi család birtokában voltak, amelynek jogait 1822-ben a bécsi kormány megerősítette. A 19. század végén az agrárreformok és különösen az 1940-es évek államosításai következtében elvesztették a birtokok feletti tulajdonjogukat.  Az ág fiágon 1952-ben Antun gróffal halt ki utolsó női tagja pedig Darinka Benja Posedarski grófnő (1975) volt, akiknek nem voltak leszármazottai. 

## A Kurjaković-ág
Ennek az ágnak az alapítóját, Kurjakot 1298-ban említik először „Curiacus de genere Gussich” néven, akinek leszármazottai a 14. században „Kurjaković”-nak (de Coriach, de Curiaco, Curiacovich) kezdték magukat nevezni.  A birtokok elhelyezkedése miatt korbáviai grófok (comes Corbavie) néven is ismerték őket. Kurjak megpróbálta megfosztani a másik Gusić ágat a tulajdonuktól. A család ezután több ágra szakadt, amelyet fiai, Budislav, Pavle és Grgur alapítottak akik a 14. században Pavle és Mladen II. Šubić bribiri grófok vazallusai voltak, és már Kurjak életében megszerezték korbava zsupániai örökösségét. Több várat is építettek, illetve szereztek meg, a 15. század közepére pedig már likai és dalmáciai, valamint boszniai, szlavóniai, isztriai, felvidéki és magyarország birtokaik is voltak. A családból ágaztak el többek között a Zakanjski, Čekliški, Mrsinjski (akik nevüket birtokaikról kapták) és a Karlović (Karlo Kurjakovićról) családok.
Az 1316 és 1322 közötti, a Šubić, Frangepán, Babonić, és Nelipić nemesi családok, valamint II. István bosnyák bán és néhány dalmát tengerparti város közötti összecsapások idején a Nelipićek pártjára álltak a bribiri Šubićok és szövetségeseik ellen. Budislav šibeniki podesta lett (1320–21). 1338-ban Grgur vezetésével konvencionálisan elfogadták I. Károly magyar király és az Anjouk hatalmát, de ez csak akkor vált véglegessé, amikor I. Lajos magyar király 1345-ben nyomást gyakorolt rájuk. A 14. század végén Budislav fia, Butko vagy Budislav segítette Zsigmondot, hogy Máriát 1387-ben visszahelyezze a magyar trónra, és valószínűleg 1393-1394-ben a horvát-dalmát báni tisztséget is betöltötte. Nápolyi László, miután megkoronázták, Zsigmond támogatása miatt elvette tőlük Ostrovica zsupániát és Novigrad várát, de továbbra is igen jelentős befolyást őriztek meg a Magyar-Horvát Királyságban.
Nikola fia Iván 1388-1418 között rendszertelenül látta el asztalnokmesteri feladatait, Karlo pedig 1408-ban lett tárnokmester, ők mindketten a Sárkány Lovagrend alapító tagjai voltak. Akkoriban a Velencei Köztársaság akadályozta a rendszeres forgalmat a tengerpart mentén, ami hátrányosan érintette fő székhelyeiket, melyek Obrovacban és Karlobagban voltak. 1442-ben Toma, Pavle fia felépítette Ripač várát az Una folyó mentén, fia Grgur pedig 1453-ban Kličevac várát Benkovac közelében. Birtokaik azonban az Oszmán Birodalom hódításainak útjába estek. Karlo gróf az 1490-es években ellenezte II. Ulászló magyar király megkoronázását, 1494-ben özvegye, Frangepán Dorottya pedig már évi adót fizetett az oszmánoknak. Fiuk, Ivan Karlović, aki 1521–1524 és 1527–1531 között horvát bán volt, a család utolsó férfi leszármazottja. Jelen volt a cetini királyválasztáson (1527), amikor a horvát nemesek Habsburg Ferdinándot választották meg Horvátország új királyává. Az 1509-es örökösödési szerződés alapján Zrínyi III. Miklós lett az örököse, aki feleségül vette nővérét Jelenát, így hatalmas birtokai a Zrínyi családhoz kerültek. 